# Sagina saginoides
Espèce
Statut de conservation UICN

 LC  : Préoccupation mineure
Sagina saginoides est une espèce de la famille des Caryophyllaceae.

## Liste des sous-espèces
Selon GBIF (24 décembre 2024) :
- Sagina saginoides subsp. nevadensis (Boiss. & Reut.) Greuter & Burdet
- Sagina saginoides subsp. parviflora Litard. & Maire
- Sagina saginoides subsp. pyrenaica (Rouy) Font Quer
- Sagina saginoides subsp. saginoides

## Systématique
Le nom correct complet (avec auteur) de ce taxon est Sagina saginoides (L.) Karst..
L'espèce a été initialement classée dans le genre Spergula sous le basionyme Spergula saginoides L..
Ce taxon porte en français les noms vernaculaires ou normalisés suivants : Sagine des Alpes, Sagine fausse sagine, Sagine de Linné, sagine fausse-sagine,,, Sagine des Pyrénées, Sagine de Linné,.
Sagina saginoides a pour synonymes :
- Alsine frigida Rupr.
- Arabis frigida Rupr.
- Sagina linnei C.Presl
- Sagina nuriensis Gürke, 1889
- Sagina rosenii Merino, 1905
- Spergula micrantha Bunge ex Ledeb., 1830